# Epigrimyia ilinoensis
Epigrimyia ilinoensis är en tvåvingeart som beskrevs av Robertson 1901. Epigrimyia ilinoensis ingår i släktet Epigrimyia och familjen parasitflugor. Inga underarter finns listade i Catalogue of Life.